# Я не поняла
«Я не поняла» — дуэтная песня группы ВИА Гра и Верки Сердючки, записанная для новогоднего мюзикла Семёна Горова «Золушка» и вошедшая после в трек-лист саундтрека к нему. В сольной версии группы ВИА Гра вошла в альбом «Стоп! Снято!», позже была выпущена как сольный сингл с другой аранжировкой и изменённым текстом под названием «Вот таки дела» (англоязычная версия — «Till The Morning Light» с альбома «Stop! Stop! Stop!»). Сольная версия Верки Сердючки вошла в её альбом «Ха-ра-шо!»

## История песни
Песня записана в Киеве в 2002 году специально для мюзикла «Золушка», где солистки группы Анна Седокова, Алёна Винницкая и Надежда Грановская играли трёх иностранных принцесс, а Андрей Данилко (в образе Верки Сердючки) — сводную сестру Золушки, Брунгильду. По сюжету песня исполняется на балу во дворце короля, когда Брунгильда случайно сталкивается с принцессами и завязывает разговор об «идеальном мужчине».
Оригинальная дуэтная версия песни вошла в саундтрек к мюзиклу «Золушка». Сольная песня группы ВИА Гра вошла в их альбом «Стоп! Снято!» в 2003 году, но в версии «золотого» состава группы — Анны Седоковой, Надежды Грановской и Веры Брежневой. Сольная версия Верки Сердючки вошла в трек-лист её сольного альбома «ХА-РА-ШО!», выпущенного в 2003 году. Версия песни «Я не поняла» группы ВИА Гра с изменённой аранжировкой и текстом под названием «Вот таки дела» вошла в их альбом «Биология», а её англоязычный вариант — в альбом «Stop! Stop! Stop». «Вот таки дела» также вошла в сборник «Russian Talend CD», приложения к американскому журналу «Music & Media», в который вошли треки имеющих экспортный потенциал российских музыкальных проектов. Песня номинировалась на Премию Муз-ТВ 2004 в категории «Лучший дуэт», но проиграла другой дуэтной работе группы ВИА Гра — «Океан и три реки» с Валерием Меладзе. Оригинальная дуэтная версия песни была удостоена статуэтки «Золотого граммофона», но получила её одна Верка Сердючка, и она же исполнила её на церемонии вручения наград в декабре 2003 года. ВИА Гра же получила статуэтку за свой хит «Не оставляй меня, любимый!».

## Музыкальные видео
На песни «Вот таки дела» и «Till The Morning Light» группой ВИА Гра сняты клипы. Первый транслировался в 2003 году на российских каналах, второй — на музыкальных каналах Юго-Восточной Азии в поддержку англоязычного альбома «Stop! Stop! Stop!». «Вот таки дела» представляет собой монтаж кадров с фотосессии группы для альбома «Stop! Stop! Stop!», выступления на презентации альбома «Стоп! Снято!», а также кадры в студии звукозаписи. «Till The Morning Light» — только кадры с фотосессии. Также существует музыкальный ролик группы ВИА Гра, видеорядом к которому служат кадры с фотосессии для альбома «Стоп! Снято!», его релиз состоялся на официальном сайте группы в 2003 году.

## Версии песни
- Я не поняла
  - дуэтная версия песни ВИА Гра и Верки Сердючки (саундтрек к мюзиклу «Золушка»)
  - сольная версия группы ВИА Гра (альбом «Стоп! Снято!»)
  - сольная версия Верки Сердючки (альбом «Ха-ра-шо!»)
- Вот таки дела — версия песни «Я не поняла» группы ВИА Гра с изменённой аранжировкой и текстом (альбом «Биология»)
- Till The Morning Light — англоязычная версия песни «Вот таки дела» (альбом «Stop! Stop! Stop!»)

## Участники записи
- Андрей Данилко — вокал, бэк-вокал, продюсирование (сольная версия Сердючки и дуэтная)
- Анна Седокова, Надежда Грановская — вокал, бэк-вокал
- Алёна Винницкая — вокал, бэк-вокал (оригинальная дуэтная версия)
- Вера Брежнева — бэк-вокал (сольная версия группы с альбома «Стоп! Снято!», Вот таки дела и Till The Morning Light)
- Константин Меладзе — автор музыки и слов, продюсер
- Алексей Крузин — автор слов (Till The Morning Light), аранжировщик и продюсер (Till The Morning Light и Вот таки дела)
- Владимир Бебешко — звукорежиссёр
- Владимир Критович — звукооператор
- Дмитрий Костюк — продюсер группы ВИА Гра
- Андрей Сумин — продюсер (Till The Morning Light)
- Юрий Шепета — аранжировщик (Till The Morning Light и Вот таки дела)

источники:

## Награды и номинации
| Год  | Награда             | Категория     | Результат | Комментарий                   |
| ---- | ------------------- | ------------- | --------- | ----------------------------- |
| 2003 | «Золотой граммофон» | Лучшая песня  | Победа    | Сольная версия Верки Сердючки |
| 2004 | «Бомба года»        | Лучшая песня  | Победа    | Сольная версия группы ВИА Гра |
| 2004 | «Премия Муз-ТВ»     | Лучший дуэт   | Номинация |                               |
| 2004 | «RMA»               | Лучшая группа | Номинация | «Вот таки дела»               |
| 2004 | «RMA»               | Лучший артист | Номинация | «Вот таки дела»               |

## Чарты

### Версия «Я не поняла»
| Страна               | Позиция | Комментарий                     |
| -------------------- | ------- | ------------------------------- |
| Russia Top 100       | 11      | Оригинальная дуэтная композиция |
| Золотой граммофон    | 1       | Оригинальная дуэтная композиция |
| Коммерсантъ «Топ 10» | 5       | Оригинальная дуэтная композиция |

### Версия «Вот таки дела»

#### Еженедельные чарты
| Чарт (2003)      | Высшая позиция |
| ---------------- | -------------- |
| Россия (TopHit)  | 15             |
| СНГ (TopHit)     | 27             |
| Украина (TopHit) | 47             |

#### Ежемесячные чарты
| Чарт (2003)      | Высшая позиция |
| ---------------- | -------------- |
| Россия (TopHit)  | 15             |
| СНГ (TopHit)     | 33             |
| Украина (TopHit) | 67             |

#### Годовые чарты
| Чарт (2003)      | Позиция |
| ---------------- | ------- |
| Россия (TopHit)  | 30      |
| СНГ (TopHit)     | 51      |
| Украина (TopHit) | 115     |